# Alexander av Sonderburg
Alexander av Sonderburg, född 20 januari 1573, död 13 maj 1627, var hertig av Schleswig-Holstein-Sonderburg. 
Han var son till Hans d.y. av Sönderborg och Elisabeth av Braunschweig-Grubenhagen, och därmed sonson till Kristian III av Danmark. 

## Familj
Alexander gifte sig i Oldenburg den 26 november 1604 med Dorothea von Schwarzburg-Sondershausen. Paret fick elva barn:
1. Johan Kristian, hertig av Sonderburg-Franzhagen, 1607-1653.
2. Alexander Henrik, hertig av Sonderburg, 1608-1657.
3. Ernst Günther, hertig av Augustenburg, 1609-1689.
4. Georg Fredrik, 1611-1676.
5. August Filip, hertig av Holstein-Beck, 1612-1675.
6. Adolf, 1613-1616
7. Anna Elisabet, 1615-1616
8. Wilhelm Anton, 1616-1616
9. Sofia Katarina, hertiginna av Sonderburg, 1617-1696.
10. Eleonora Sabina, 1619-1619
11. Filip Ludvig, hertig av Sonderburg-Wiesenburg, 1620-1689.